# Север — Юг (автодорога)
Север — Юг — 433-километровая автомобильная дорога, строящаяся в сложных горных ландшафтах, которая должна связать северную часть Кыргызстана (город Балыкчы) с южной (город Джалал-Абад), разделённые Ферганским хребтом.
Строящаяся дорога должна стать транспортным коридором между северными и южными регионами страны, альтернативным существующей автодороге Бишкек — Ош, проходящей по высокогорным районам (и подверженной заторам и закрытиям при плохой погоде), а также по приграничным территориям, способствовать развитию внутренних районов Республики и улучшению доступа к месторождениям полезных ископаемых.

## История
Строительство дороги организовано Министерством транспорта Кыргызской Республики и начато в 2014 году. Стоимость проекта оценена в 850 миллионов долларов США; часть кредитных средств на реализацию проекта предоставлены Правительством КНР и одним из китайских банков. В строительстве участвуют китайская подрядная организация China Road and Bridge Corporation и итальянская Todini Costruzioni Generali. S.P.A. Проект строительства дороги был разделен на 3 фазы и включил в себя, помимо дорожных работ, строительство туннеля через перевал Кок-Арт протяженностью 3815 метров на 334—338 километрах, и двух эстакадных мостов на 282 и 284 километрах (с высотой опор до 31 метра).
- Фаза I (154 км) — участки с. Кызыл-Жылдыз — с. Арал (183 — 195 км.) и с. Казарман — г. Джалал-Абад (291 — 433 км.)
- Фаза II (96 км) — с. Арал — с. Казарман (195 — 291 км.)
- Фаза III (183 км) — г. Балыкчы — с. Кызыл-Жылдыз (0 — 183 км)[4].

В 2025 году стало известно о планах открыть дорогу в 2026 году.